# زقم الغراب
زقم الغراب هي خربة أثرية تقع في محافظة الزرقاء بالأردن.
قام ويلسون جلوك بمسح آثاري فيها بسنة 1951.

## أصل التسمية
تعني كلمة «زقم» في العاميّة بتلك المنطقة الوجه أو الرأس، فيعني بذلك اسمها رأس الغراب تشبيهاً لسوداد الأرض وطبيعة تضاريسها. تقع الخربة الأثرية قرب جبل الودعة بين قريتي السخنة والقنية.